# Прогрес (Янаульський район)
Прогре́с (рос. Прогресс, башк. Прогресс) — село (у минулому селище) у складі Янаульського району Башкортостану, Росія. Входить до складу Кісак-Каїнської сільської ради.
Населення — 596 осіб (2010; 736 у 2002).
Національний склад:
- башкири — 59 %
- татари — 31 %